# Isola di San Giorgio (Montenegro)
L'isola di San Giorgio (in montenegrino Sveti Đorđe/Свети Ђорђе) è una delle due isole al largo della costa di Perasto, nelle Bocche di Cattaro, in Montenegro. A differenza dell'altra isola, quella della Madonna dello Scalpello, l'isola di San Giorgio è un'isola naturale.
Il nome dell'isola deriva dalla presenza, sulla stessa, di un monastero benedettino del XII secolo dedicato a San Giorgio. Accanto al monastero si trova l'antico cimitero riservato alla nobiltà di Perasto.
Il 14 ottobre 1813 l'isola fu protagonista dell'inizio dell'assedio di Cattaro.
L'isola è parte della "Regione naturale e storico-culturale delle Bocche di Cattaro", dichiarata patrimonio dell'umanità dall'UNESCO nell'ottobre 1979.